# World Citizen
World Citizen (sottotitolato I Won't Be Disappointed) è un EP di Ryūichi Sakamoto e David Sylvian, concepito come parte di un progetto musicale ideato dal compositore nipponico e chiamato Chain Music.
Originariamente pubblicato nel 2003 in Giappone, uscì anche nel Regno Unito l'anno successivo da un'etichetta discografica inglese. Le due edizioni differiscono per l'ordine delle tracce e per le copertine.
L'opera è stata acclamata dalla critica musicale. Per esempio il The Guardian affermò: «Il suo pop distorto richiama Hunky Dory di [David] Bowie e mette in luce il costo umano della spericolatezza della superpotenza, provocando una standing ovation per il figlio più mutevole della musica pop refusenik-diventato-figliol prodigo.».

## Lista delle tracce
Musica di Ryuichi Sakamoto e David Sylvian. Testi di Sylvian.
Edizione giapponese
1. World Citizen (I Won't Be Disappointed) (Short Version) 3:47
2. World Citizen (Short Version) 4:10
3. World Citizen (I Won't Be Disappointed) (Long Version) 6:19
4. World Citizen (Long Version) 6:48
5. World Citizen (Ryoji Ikeda Remix) 5:01

UK edition
1. World Citizen (Short Version)
2. World Citizen - I Won't Be Disappointed (Short Version)
3. World Citizen (Long Version)
4. World Citizen - I Won't Be Disappointed (Long Version)
5. World Citizen (Ryoji Ikeda Remix)

## Formazione
- David Sylvian - voce, direzione artistica, fotografia
- Ryūichi Sakamoto - tastiere
- Amedeo Pace - chitarra
- Skúli Sverrisson - basso elettrico
- Steve Jansen - batteria

Edizione britannica
- Yuka Fujii - direzione artistica, design (per Osmosis)
- Atsushi Fukui - immagine di copertina
- Ringraziamenti speciali: Ingrid Chavez, Richard Chadwick, Adrian Molloy e Arto Lindsay.